# Mashu Baker
Mashu Baker –en japonés, ベイカー 茉秋, Baker Mashu– (Tokio, 25 de septiembre de 1994) es un deportista japonés que compite en judo.
Participó en los Juegos Olímpicos de Río de Janeiro 2016, obteniendo una medalla de oro en la categoría de –90 kg. En los Juegos Asiáticos de 2018 obtuvo una medalla de bronce en la misma categoría. Ha ganado una medalla de bronce en el Campeonato Mundial de Judo de 2015.

## Palmarés internacional
| Juegos Olímpicos   | Juegos Olímpicos        | Juegos Olímpicos  | Juegos Olímpicos |
| Año                | Lugar                   | Medalla           | Categoría        |
| ------------------ | ----------------------- | ----------------- | ---------------- |
| 2016               | Río de Janeiro (Brasil) | Medalla de oro    | –90 kg           |
| Campeonato Mundial |                         |                   |                  |
| Año                | Lugar                   | Medalla           | Categoría        |
| 2015               | Astaná ( Kazajistán)    | Medalla de bronce | –90 kg           |
| Juegos Asiáticos   |                         |                   |                  |
| Año                | Lugar                   | Medalla           | Categoría        |
| 2018               | Yakarta (Indonesia)     | Medalla de bronce | –90 kg           |